# Peugeot Tipo 6
O Peugeot Tipo 6, foi um modelo de automóvel, produzido em pequena escala, fabricado por Armand Peugeot, fundador da Peugeot, apenas no ano de 1894.

## Histórico
O Peugeot Tipo 6 foi um modelo intermediário, produzido em série limitada, baseado Tipo 3 porém de maiores dimensões. Ele foi o último modelo a ser produzido pela Peugeot usando o pequeno motor de 565 cc. Devido as suas dimensões maiores e principalmente ao seu peso, o desempenho geral não foi satisfatório, apenas sete exemplares foram produzidos, vindo a ser substituído rapidamente pelo Peugeot Tipo 7, muito mais potente.

## Características
O Tipo 6 pode ser descrito como sendo uma versão maior do Peugeot Tipo 3, com a intenção de prover mais conforto aos ocupantes. Utilizando o mesmo motor do Tipo 3, o Tipo 6, por ser maior e mais pesado, teve um desempenho bem pior com o pequeno motor de 565 cc. A carroceria era de quatro lugares  com uma capota conversível sobre o banco dianteiro.